# Tan Yankai
Tan Yankai (chinois traditionnel : 譚延闓 ; pinyin : tán yánkăi, 25 janvier 1880–22 septembre 1930) est un homme politique chinois originaire du Hunan.

## Biographie
Membre du parti constitutionnel de Liang Qichao, Tan fait campagne pour l'instauration d'un parlement et d'une monarchie limitée. Après que le parti se soit renommé en Parti progressiste chinois lors de la révolution chinoise de 1911, il en devient l'un des membres les plus importants.
Il quitte finalement le parti, rejoint le Kuomintang et devient gouverneur militaire de sa province natale. Il reste neutre lors de la tentative de Sun Yat-sen de renverser le président Yuan Shikai lors de la seconde révolution de 1913 mais Yuan le démet tout de même de ses fonctions. Il revient au pouvoir après la mort de Yuan et mène sa province contre l'armée de Beiyang durant le mouvement de protection de la constitution de 1917 qui sauve la base du Guangdong de Sun. Après une brève tentative de répandre le fédéralisme, ses subordonnés le forcent à démissionner. Lorsque Chen Jiongming est chassé du Guangzhou, Tan est nommé ministre de l'intérieur par Sun,.
Il est président du gouvernement national durant l'expédition du Nord. Il devient membre de la faction de Wuhan de Wang Jingwei et est le premier président du gouvernement du Kuomintang de Nankin reconnu internationalement. Les États-Unis sont les premiers à le reconnaître le 1er octobre 1928, l'ayant déjà reconnu de facto depuis juillet. Après l'instauration de la loi organique lors de la journée du Double dix (en), Tchang Kaï-chek lui succède. Il devient alors premier ministre en 1928 et le reste jusqu'à sa mort en 1930. Il est inhumé près du mausolée Sun Yat-sen à Nankin.
Sa fille, Tan Xiang, épousera le général Chen Cheng.